# 韦嗣立
韦嗣立（660年—719年10月19日），字延构，鄭州陽武縣（今河南省原陽縣）人。其父韦思谦曾經担任宰相，韦嗣立於武则天长安末年与异母兄韦承庆同时任宰相，十余年间，父子三人相继为宰相，被传为美谈。唐中宗景龙三年（709年）再次任兵部尚书、同中书门下三品（宰相），因与韦皇后同宗，被封为逍遥公，次年任中书令。唐睿宗即位后，被贬出为刺史。

## 生平
韦嗣立以进士及第，累补双流县令，政绩为蜀中之最。三迁莱芜令。万岁通天年间（696年—697年），异母兄韦承庆因病辞去凤阁舍人（中书舍人）之职，武则天召见韦嗣立：“卿父往日尝谓朕曰‘臣有两男忠孝，堪事陛下。’自卿兄弟效职，如卿父言。今授卿凤阁舍人，令卿兄弟自相替代。”即日接替韦承庆任凤阁舍人。不久升任秋官侍郎，长安三年（703年），韦承庆接替韦嗣立任天官侍郎，并任宰相，韦嗣立则转任凤阁侍郎。长安四年（704年），韦嗣立以凤阁侍郎、同凤阁鸾台平章事，成为宰相。武则天与宰相商议如何任命管理州县官吏，纳言李峤、夏官尚书唐休璟建议以朝中台、阁、寺、监等各部门，选择其中优秀官员，分典大州。韦嗣立带头以本官检校汴州刺史。不久韦承庆接替韦嗣立任宰相，韦嗣立转任成均祭酒（国子祭酒），兼检校魏州刺史。又徙洺州刺史。神龙元年（705年），韦承庆因坐附推张易之弟张昌宗失实，被贬流放岭南循州，韦嗣立受株连贬为饶州长史，一年后，徵为太仆少卿，兼掌吏部选事。神龙二年（706年），为相州刺史，十一月，韦承庆卒，韦嗣立接任黄门侍郎。转太府卿，加修文馆学士。景龙三年（709年），转兵部尚书、同中书门下三品。
韦嗣立是中宗韦皇后的远宗，中宗特令编入近宗，对他很是优待，亲自驾临韦嗣立在骊山的别墅，令随从官员吟诗作赋，亲自撰写诗序。封嗣立为逍遥公，将别墅赐名为清虚原幽栖谷。景龙四年（710年），韦嗣立升任中书令，五月，韦后、安乐公主毒杀中宗，意图自立为帝，被太平公主和临淄王李隆基所灭，韦嗣立也在乱中几乎被杀，幸得因他是宁王李宪姨妈的丈夫，受李宪救护才幸免。唐睿宗即位后，韦嗣立被贬为许州刺史。
开元初年（714年），韦嗣立入朝为国子祭酒，又因在中宗朝任宰相时不能阻止宗楚客、韦温等人压迫睿宗，再次被贬为岳州别驾，很久才升迁陈州刺史。开元七年（719年），河南道巡察使、工部尚书刘知柔上奏唐玄宗，为韦嗣立辩白，但诏命还未下，韦嗣立就在洛阳归德里家中去世了，年六十。赠兵部尚书，谥号“孝”。

## 家庭

### 曾祖
- 韦弘瑗，北周冬官司金上士，隋朝阳武县令

### 祖父
- 韦德伦，唐朝瀛州任丘县令

### 父母
- 韦仁约，字思谦，唐朝尚书左丞、御史大夫、右御史大夫、同凤阁鸾台三品、纳言、博昌县开国男
- 王婉，唐朝复州司户参军、亳州堂邑县令王元慎之女

### 妻
- 彭城刘氏，肅明皇后的姐妹

### 儿子
- 韦孚，左司员外郎。
- 韦恆，砀山令、殿中侍御史、度支左司等员外、太常少卿、给事中。开元二十九年（741年），为陇右道河西黜陟使，弹劾河西节度使盖嘉运，被贬为陈留太守，还未上任而卒。生韶州刺史韦懿。
- 韦济，以文章闻名，开元初，调补鄄城令，玄宗考核各地县令时，考试者二百余人，独韦济为第一名，升任醴泉令。其他考试不合格的有五十多人，被全部打发回去重新读书，侍郎卢从愿、李朝隐贬为刺史。韦济三迁为库部员外郎。开元二十四年（736年），为尚书户部侍郎。累岁转太原尹。天宝七载（748年），又为河南尹，迁尚书左丞。韦济祖孙三代担任过尚书左丞一职，被人们所推荣。后出为冯翊太守。
- 韦史